# デューイ・レッドマン
デューイ・レッドマン（英語: Dewey Redman、1931年5月17日 - 2006年9月2日）は、アメリカ・テキサス州フォートワース生まれのジャズ・サックス奏者。息子にテナーサックス奏者のジョシュア・レッドマンがいる。

## 来歴
サンフランシスコでファラオ・サンダース等と競演後、1967年にニューヨークへ移住。同郷のオーネット・コールマンのカルテットに加入、1972年まで活動を共にする。同時期にチャーリー・ヘイデンのリベレーション・ミュージック・オーケストラ、キース・ジャレットのいわゆるアメリカン・カルテットでも活動。キース・ジャレットの『残氓（The Survivor's Suite）』は、『メロディ・メイカー』誌のジャズ・アルバム・オブ・ザ・イヤーに選ばれた。
1976年、コールマン・グループのメンバー、ドン・チェリー、チャーリー・ヘイデン、エド・ブラックウェルと共にオールド・アンド・ニュー・ドリームスを結成した。
2006年、肝機能障害で死去。75歳没。

## ディスコグラフィ

### リーダー・アルバム
- 『黒い星を探せ』 - Look for the Black Star (1966年、Freedom)
- 『ターリック』 - Tarik (1969年、BYG Actuel)
- 『イヤー・オブ・ザ・ビヒアラー』 - The Ear of the Behearer (1973年、Impulse!)
- 『コーインサイド』 - Coincide (1974年、Impulse!)
- 『ミュージックス』 - Musics (1979年、Galaxy)
- Soundsigns (1979年、Galaxy)
- Red and Black in Willisau (1980年、Black Saint) ※with エド・ブラックウェル
- 『ラブ・イズ』 - The Struggle Continues (1982年、ECM)
- 『リヴィング・オン・ジ・エッジ』 - Living on the Edge (1989年、Black Saint)
- 『チョイシズ』 - Choices (1992年、Enja)
- 『アフリカン・ヴィーナス』 - African Venus (1992年、Evidence/Venus)
- In London (1996年、Palmetto) ※1996年10月ライブ録音
- 『サテン・ドール』 - Satin Doll (1998年、Venus)
- Momentum Space (1999年、Verve) ※with セシル・テイラー、エルヴィン・ジョーンズ。1998年8月録音

### オールド・アンド・ニュー・ドリームス
- 『オールド・アンド・ニュー・ドリームス』 - Old and New Dreams (1976年、Black Saint)
- 『ロンリー・ウーマン』 - Old and New Dreams (1979年、ECM)
- 『プレイング』 - Playing (1980年、ECM)
- A Tribute to Blackwell (1987年、Black Saint)

### 参加アルバム
オーネット・コールマン
- 『ニューヨーク・イズ・ナウ』 - New York Is Now! (1968年、Blue Note) ※1968年録音
- 『ラヴ・コール』 - Love Call (1968年、Blue Note) ※1968年録音
- 『クライシス』 - Crisis (1972年、Impulse!) ※1969年録音、のち『オーネット・アット・トゥエルヴ』と併せてCD化。
- 『フレンズ&ネイバーズ（オーネット・ライヴ・アット・プリンス・ストリート）』 - Friends and Neighbors: Live at Prince Street (1972年、Flying Dutchman) ※1970年自宅録音
- 『サイエンス・フィクション』 - Science Fiction (1972年、Columbia) ※1971年録音、『Complete Science Fiction Sessions』 (2000年、Sony)として再発
- Broken Shadows (1990年、Moon) ※1969年録音、『Ornette Coleman Quratet Belgium 1969』 (2008年、Gambit)として再発
- The Belgrade Concert (1995年、Jazz Door) ※1971年録音

チャーリー・ヘイデン
- 『リベレーション・ミュージック・オーケストラ』 - Liberation Music Orchestra (1970年、Impulse!)

キース・ジャレット
いわゆるアメリカン・カルテット（キース・ジャレット、デューイ・レッドマン、チャーリー・ヘイデン、ポール・モチアン）
- 『誕生』 - Birth (1971年、Atlantic) ※1971年録音
- 『エクステンションズ』 - Expectations (1972年、Columbia) ※1972年録音
- 『フォート・ヤウー』 - Fort Yawuh (1973年、Impulse!) ※1973年録音（ヴィレッジ・ヴァンガードにおけるライブ）
- 『宝島』 - Treasure Island (1974年、Impulse!) ※1974年録音
- 『バックハンド』 - Backhand (1974年、Impulse!) ※1974年録音
- 『生と死の幻想』 - Death and the Flower (1975年、Impulse!) ※1974年録音
- 『最後の審判』 - El Juicio (1975年、Atlantic) ※1971年録音
- 『ミステリーズ』 - Mysteries (1976年、Impulse!) ※1975年録音
- 『シェイズ』 - Shades (1976年、Impulse!) ※1975年録音
- 『残氓』 - The Survivor's Suite (1977年、ECM) ※1976年録音
- 『バイアブルー』 - Byablue (1977年、Impulse!) ※1976年録音
- 『バップ・ビー』 - Bop-Be (1977年、Impulse!) ※1976年録音
- 『心の瞳』 - Eyes of the Heart (1979年、ECM) ※1976年録音（オーストリア・ブレゲンツ公演、コルンマルクト劇場におけるライブ）

その他
- エド・ブラックウェル・トリオ : Walls-Bridges (1992年、Black Saint)
- パット・メセニー : 『80/81』 - 80/81 (1980年、ECM)
- ポール・モチアン : 『トリオイズム』 - Trioism (1993年、JMT)
- ランディ・ウェストン : The Spirits of Our Ancestors (1991年、Antilles)
- キャメロン・ブラウン & ザ・ヒア・アンド・ナウ : Here and How! (1997年、OmniTone)